# Parallelodiplosis sarae
Parallelodiplosis sarae är en tvåvingeart som beskrevs av Gagne 1972. Parallelodiplosis sarae ingår i släktet Parallelodiplosis och familjen gallmyggor.
Artens utbredningsområde är New York. Inga underarter finns listade i Catalogue of Life.